# هیپواسپرمی
هیپواسپرمی وضعیتی است که در آن حجم انزال (یا مایع منی) مرد به‌طور غیرمعمول اندک و کمتر از ۱٫۵ میلی‌لیتر است. این بیماری برعکس هایپراسپرمی است که در آن حجم مایع منی بیش از ۵٫۵ میلی‌لیتر است. نباید آن را با الیگواسپرمی اشتباه گرفت که به معنی تعداد کم اسپرم است. انزال طبیعی زمانی که مرد از رابطه جنسی قبلی تخلیه نشده و به خوبی برانگیخته می‌شود، حدود ۱٫۵ تا ۶ میلی‌لیتر است، اگرچه این مقدار با توجه به خلق و خو، وضعیت جسمانی و فعالیت جنسی بسیار متفاوت است. از این مقدار، حدود ۱ درصد حجمی سلول‌های اسپرم است. مؤسسه ملی بهداشت مستقر در ایالات متحده، هیپواسپرمی را به عنوان حجم مایع منی کمتر از ۲ میلی لیتر در حداقل دو نوبت آزمایش منی تعریف می‌کند.
وجود سطوح بالای فروکتوز (نوعی قند) در مایع منی طبیعی است و تقریباً به‌طور کامل از وزیکول‌های منی منشأ می‌گیرد. وزیکول‌های منی، که سهم عمده ای در حجم انزال دارند، مایع منی را با پی‌اچ ۷٫۲-۷٫۸ چسبناک می‌کنند. پی‌اچ اسیدی سمینال (pH <۷٫۲) نشان دهنده آسیب به وزیکول‌های منی و پی‌اچ قلیایی منی (pH> ۸) نشان دهنده درگیری پروستات است. علاوه بر این، فروکتوز پایین ممکن است نشان دهنده مشکلات در پروستات باشد، در حالی که پی‌اچ پایین مایع منی ممکن است نشان دهنده مشکلات مربوط به [وزیکول‌های منی] باشد. انسداد وزیکول‌های منی منجر به حجم کم مایع منی می‌شود، زیرا آنها معمولاً ۷۰ درصد پلاسمای منی را تولید می‌کنند.